# Sent Mèrd de la Plèu
Sent Merd de la Pléu (en francès Saint-Merd-de-Lapleau) és un municipi francès situat al departament de la Corresa i a la regió de la Nova Aquitània.

## Demografia
| 1962                                       | 1968 | 1975 | 1982 | 1990 | 1999 | 2007 |
| ------------------------------------------ | ---- | ---- | ---- | ---- | ---- | ---- |
| 223                                        | 292  | 213  | 194  | 156  | 140  | 130  |
| Des de 1962: població sense dobles comptes |      |      |      |      |      |      |

## Administració
| Període   | Identitat         | Partit |
| --------- | ----------------- | ------ |
| 2001-2008 | Jacqueline Laygue |        |
| 2008-     | Yves Perod        | PCF    |